# Bonifacio Ferrero
Bonifacio Ferrero o Ferreri (Biella, 1476 - Roma, 2 de enero de 1543), eclesiástico italiano. 

## Vida
Quinto de los trece hijos de Sebastiano Ferrero, que era señor de Gaglianico y Candelo, y de Tomena Avogadro, descendiente de los señores de Cerrione, y encaminado desde joven a la carrera eclesiástica, gozó de un rápido ascenso gracias a la influencia de su padre, que servía en la corte saboyana y francesa: 
a los 14 años Inocencio VIII le concedió un canonicato en la catedral de Vercelli, a los 18 Alejandro VI le nombró abad in commendam de San Stefano de Ivrea y preboste de la iglesia de San Eusebio de Vercelli, a los 23 recibió la abadía de S. Pietro di Lemenc y la diócesis de Ivrea, en principio como administrador por no tener la edad mínima requerida, y a los 25 la de Niza con la misma dignidad; recibió la consagración episcopal en 1505 de manos de su hermano Gianstefano, con quien cuatro años después intercambió la sede por la de Vercelli, que dos años más tarde cedió a su otro hermano Agostino, para recibir nuevamente la de Ivrea y cederla a su sobrino Filiberto.
León X le creó cardenal presbítero de SS. Nereo y Achilleo en el consistorio celebrado en julio de 1517. Participó en el Concilio de Letrán V, en los cónclaves de 1521, 1523 y 1534 en que fueron elegidos papas Adriano VI, Clemente VII y Paulo III, fue cardenal obispo de Albano (1533), Palestrina (1534) y Sabina (1535), legado ad latere en la Romaña y Bolonia y fundador del colegio Ferrero, llamado de la Viola.
Muerto en Roma a los 66 años de edad, fue sepultado en la iglesia de la SS. Trinità al Monte Pincio, de donde varios años después fue trasladado a la de San Sebastiano de su villa natal para ser depositado en el panteón familiar. 